# Ein el-Sultan
Ein as-Sulṭān (arabe : مخيّم عين سلطان), connu aussi sous le nom de Ain Sulṭān Camp, est un village et un camp de réfugiés palestiniens du gouvernorat de Jéricho dans l'est de la Cisjordanie. Il est situé dans la vallée du Jourdain à 1 km au nord-ouest de Jéricho près de la source « ʿEin as-Sulṭān ». La population de ʿEin as-Sulṭān était de 1 469 habitants en 2006.